# Cougnou

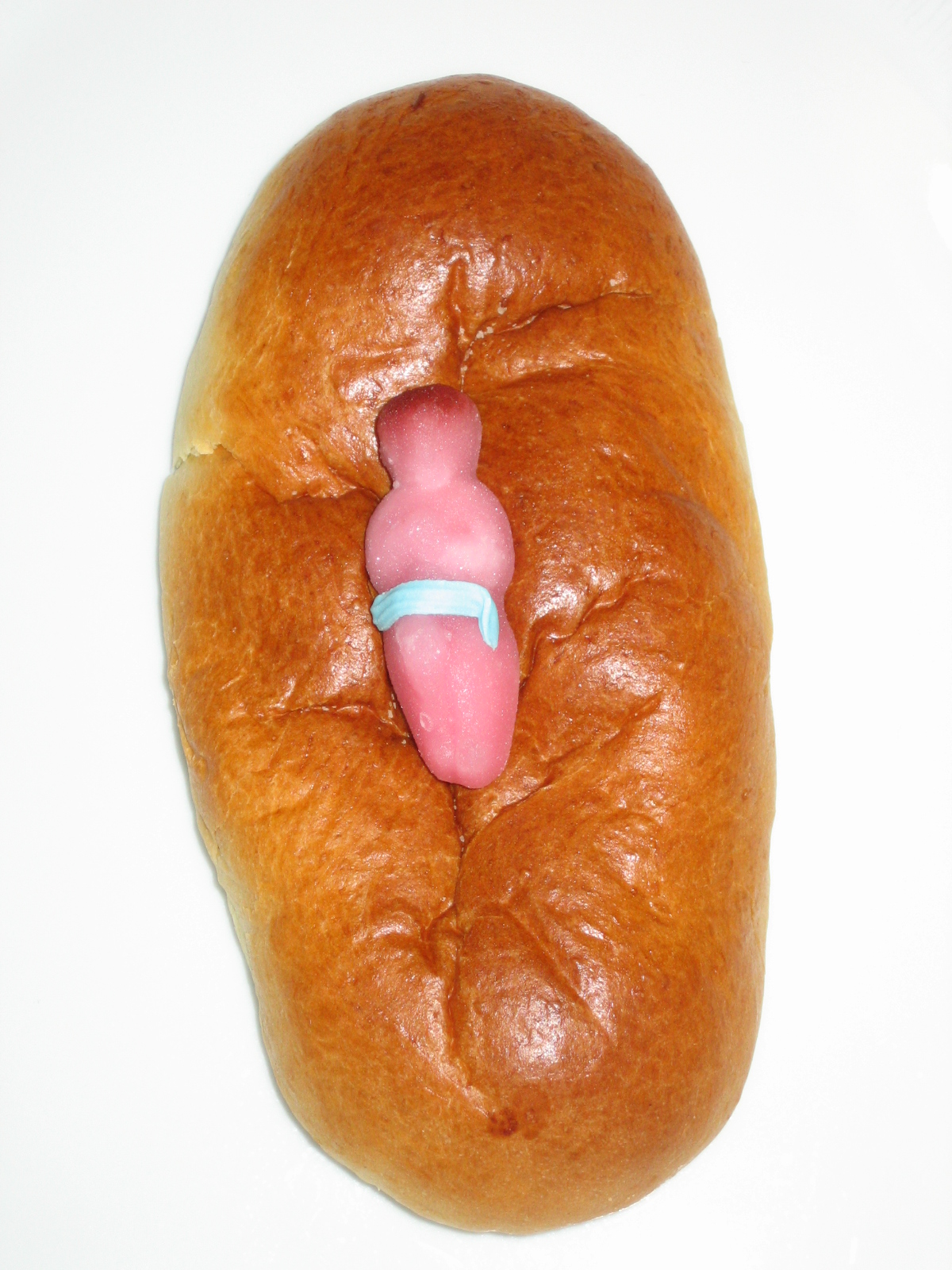
Un cougnou de la región valona de Veldhoven.

El cougnou, también denominado pan de jesús, es muy popular en Bélgica y Flandes francés. Se sirve tradicionalmente en Navidad. Tiene diversas decoraciones pero la más general lleva una figurita de un niño Jesús (a veces con un huevo duro), está elaborado generalmente con pan de brioche.
El pan de Jesús es un panecillo dulce. Se prepara a base de harina, huevos, leche, levadura, pasas de uva y azúcar. Por lo general se le da a los niños para Navidad y el Día de San Martín y por lo general se degusta con una taza de chocolate caliente. Es posible que este pan originalmente provenga de la antigua Hainaut pero en la actualidad el pan de Jesús se encuentra por todo el sur de los Países Bajos. Por lo general es decorado en forma diferente según las provincias: con círculos de terracota  (denominados Rond) en Hainaut y  Flandes románica, con incisiones en Cambrai, y en otras partes con flores, y azúcar.

## Denominaciones
Posee diversas denominaciones dependiendo del lugar dentro de Europa: 
- Coquille en  Flandes románica (Lille y Tournai),
- Cougnolle o similar en Condado de Hainaut (Cognolle en Mons),
- Cougnou en dialecto valón en lugares como Charleroi,
- Quéniolle en Cambraisis,
- Volaeren o Folarts en flamenco como en Dunkerque.